# Cantone di Château-du-Loir
Il Cantone di Château-du-Loir è una divisione amministrativa dell'arrondissement di La Flèche.
A seguito della riforma complessiva dei cantoni del 2014 è passato da 11 a 29 comuni.

## Composizione
Prima della riforma del 2014 comprendeva i comuni di:
- Beaumont-Pied-de-Bœuf
- Château-du-Loir
- Dissay-sous-Courcillon
- Flée
- Jupilles
- Luceau
- Montabon
- Nogent-sur-Loir
- Saint-Pierre-de-Chevillé
- Thoiré-sur-Dinan
- Vouvray-sur-Loir

Nel 2015 è stato ampliato a 29 comuni; dal 1º ottobre 2016 tre di questi, Château-du-Loir, Montabon e Vouvray-sur-Loir si sono fusi per formare il nuovo comune di Montval-sur-Loir. per cui risulta composto dai seguenti 27 comuni:
- Beaumont-sur-Dême
- Beaumont-Pied-de-Bœuf
- Chahaignes
- La Chapelle-Gaugain
- La Chartre-sur-le-Loir
- Courdemanche
- Dissay-sous-Courcillon
- Flée
- Le Grand-Lucé
- Jupilles
- Lavenay
- Lavernat
- Lhomme
- Luceau
- Marçon
- Montreuil-le-Henri
- Montval-sur-Loir
- Nogent-sur-Loir
- Poncé-sur-le-Loir
- Pruillé-l'Éguillé
- Ruillé-sur-Loir
- Saint-Georges-de-la-Couée
- Saint-Pierre-de-Chevillé
- Saint-Pierre-du-Lorouër
- Saint-Vincent-du-Lorouër
- Thoiré-sur-Dinan
- Villaines-sous-Lucé